# 杨寿川
杨寿川（1940年10月—），云南石屏人，云南大学教授、博士研究生导师，九三学社社员，云南省政府参事。

## 生平
1940年10月，杨寿川出生于云南省石屏县（今属云南省红河哈尼族彝族自治州石屏县）。1964年，杨寿川自云南大学历史系毕业，后被分配到云南省博物馆工作。1978年，杨寿川被调入云南大学，从事教学、科研工作，在历史系任教，长期从事本科生和研究生教学，曾讲授《中国古代史》等六门课程。
在云南大学任职期间，杨寿川曾任科研秘书、校科研处副处长，以及西南民族研究中心主任，并被评为国家二级教授、博士研究生导师。其中，1986年时任科研秘书的杨寿川在创办云南大学档案学专业的过程中责任诸多具体工作。

## 研究
杨寿川主要从事云南地方经济史研究，研究方向为中国经济史和云南地方史，涉及中国和云南地方历史上的土地制度、货币制度、商品经济、矿业开发以及少数民族经济与文化等领域。出版学术著作6部，包括《贝币研究》《云南矿业开发史》《云南经济史研究》《云南民族文化旅游资源开发研究》《云南特色文化》等。先后在《历史研究》《思想战线》《云南社会科学》《故宫学术季刊》等刊物上发表40余篇学术论文。退休后，还曾出版《云南矿业开发史》和《云南烟草发展史》两部学术著作。

## 社会活动
杨寿川是九三学社社员，曾担任云南省人民政府参事。

## 荣誉
2017年12月，杨寿川被授予“云南省人民政府特殊津贴专家”称号。其研究成果曾多次荣获云南省人民政府颁发的社会科学优秀成果奖。